# یوهان سیگوردارسون
یوهان سیگوردارسون (ایسلندی: Jóhann Sigurðarson؛ زادهٔ ۲۱ آوریل ۱۹۵۶) بازیگر، صداپیشه و خواننده اهل ایسلند است. وی از سال ۱۹۸۱ میلادی تاکنون مشغول فعالیت بوده‌است.
از فیلم‌ها یا برنامه‌های تلویزیونی که وی در آن نقش داشته‌است، می‌توان به وزیر، عروسی شب سپید، زن مبارز، به‌دام‌افتاده و ۱۰۱ ریکیاویک اشاره کرد.